# تپه اطراف شهر سوخته ۲۵۵
تپه اطراف شهر سوخته ۲۵۵ در شهرستان زابل، بخش شیب آب، دهستان لوتک، روستای حومه شهر سوخته، ۱۶ کیلومتری جنوب غربی پایگاه باستان‌شناسی شهر سوخته واقع شده و این اثر در تاریخ ۲۰ اسفند ۱۳۸۵ با شمارهٔ ثبت ۱۸۰۶۳ به‌عنوان یکی از آثار ملی ایران به ثبت رسیده است.